# Jeugdbeweging van de 64 graafschappen
De Jeugdbeweging van de vierenzestig graafschappen (Hongaars: Hatvannégy Vármegye Ifjúsági Mozgalom, HVIM) is een rechtse, nationalistische beweging in Hongarije die zich inzet voor de vereniging van alle etnische Hongaren die buiten Hongarije wonen en is als zodanig een voorstander van Hongaars Irredentisme. Daarnaast zijn zij voorstander van een revisie van het verdrag van Trianon uit 1920. Dit verdrag bepaalt de huidige grenzen van Hongarije. Oprichter en oud-leider van de beweging is László Toroczkai, nu burgemeester van Ásotthalom.
De beweging is genoemd naar de 64 'provincies' in 'Groot Hongarije'; het gebied dat ook bekendstaat als Transleithanië. In haar symboliek gebruikt de beweging de Hongaarse Rijksappel en het karakter omega.

## Magyar Sziget
Het Hongaars-nationalistische festival Magyar Sziget (Niet te verwarren met het Sziget-festival.) is opgericht als een jaarlijkse ontmoeting voor de jeugdbeweging. De naam is te vertalen als 'Hongaars Eiland', en is een metafoor voor  het 'eiland' Hongarije te midden van de niet-Finoegrische taalgebieden.

## Andere banden
De jeugdbeweging heeft onder meer banden met Betyársereg ('Leger van Outlaws'), een zwart geüniformeerde 'ordegroep'. Zij zijn ook aanwezig op de jeugdkampen van de beweging.

## Aanklacht vanwege terrorisme
Roemeense autoriteiten arresteerden op 1 december 2015 een lid van de organisatie, István Beke, op de verdenking van de planning van een aanslag met een zelfgemaakte bom in Târgu Secuiesc tijdens de parade op de nationale feestdag van Roemenië. Hij werd aangeklaagd vanwege "voorgenomen acties tegen de rechtsorde en het nalaten van het volgen van de regelgeving omtrent explosieven, in het kader van de preventie en actie tegen terrorisme", zo meldde het Roemense persbureau Agerpress.
Ook Zoltán Szőcs, de leider van de afdeling van de groep in Transsylvanië, werd vastgezet. Volgend de Roemeense openbaar aanklager had Szőcs activisisten, onder wie Beke, aangezet tot het maken van bommen, om die tijdens de nationale feestdag af te laten gaan. Op 1 februari 2016 werd het arrest van de twee HVIM-leiders met 30 dagen verlengd.